# Fossès-et-Baleyssac
Fossès-et-Baleyssac är en kommun i departementet Gironde i regionen Nouvelle-Aquitaine i sydvästra Frankrike. Kommunen ligger i kantonen La Réole som tillhör arrondissementet Langon. År 2022 hade Fossès-et-Baleyssac 223 invånare.

## Befolkningsutveckling
Antalet invånare i kommunen Fossès-et-Baleyssac
Referens:INSEE